# PGC 93122
LEDA/PGC 93122 (auch NGC 5222-2) ist eine Spiralgalaxie vom Hubble-Typ Sa im Sternbild Jungfrau auf der Ekliptik. Sie ist schätzungsweise 307 Millionen Lichtjahre von der Milchstraße entfernt und hat einen Durchmesser von etwa 25.000 Lichtjahren. Gemeinsam mit NGC 5222 bildet sie die interagierende Doppelgalaxie KPG 383 und mit der Galaxie NGC 5221 das gravitativ gebundene Galaxienpaar Arp 288.
Im selben Himmelsareal befinden sich u. a. die Galaxien NGC 5226, NGC 5230, IC 898, IC 901.
Halton Arp gliederte seinen Katalog ungewöhnlicher Galaxien nach rein morphologischen Kriterien in Gruppen. Dieses Galaxienpaar gehört zu der Klasse Galaxien mit Windeffekten.